# Strada Statale 107 Silana Crotonese
Die Strada Statale 107 „Silana Crotonese“ ist eine italienische Staatsstraße.

## Verlauf
Die SS 107 durchquert Kalabrien von der tyrrhenischen bis zur ionischen Küste. Der östliche Teil, von Cosenza nach Crotone, entspricht die Europastraße 846.